# Miriam Shaded
Miriam Shaded (ur. 29 czerwca 1986 w Warszawie) – polska działaczka społeczna pochodzenia syryjskiego, polityczka, przedsiębiorca, prezes Fundacji Estera.

## Życiorys

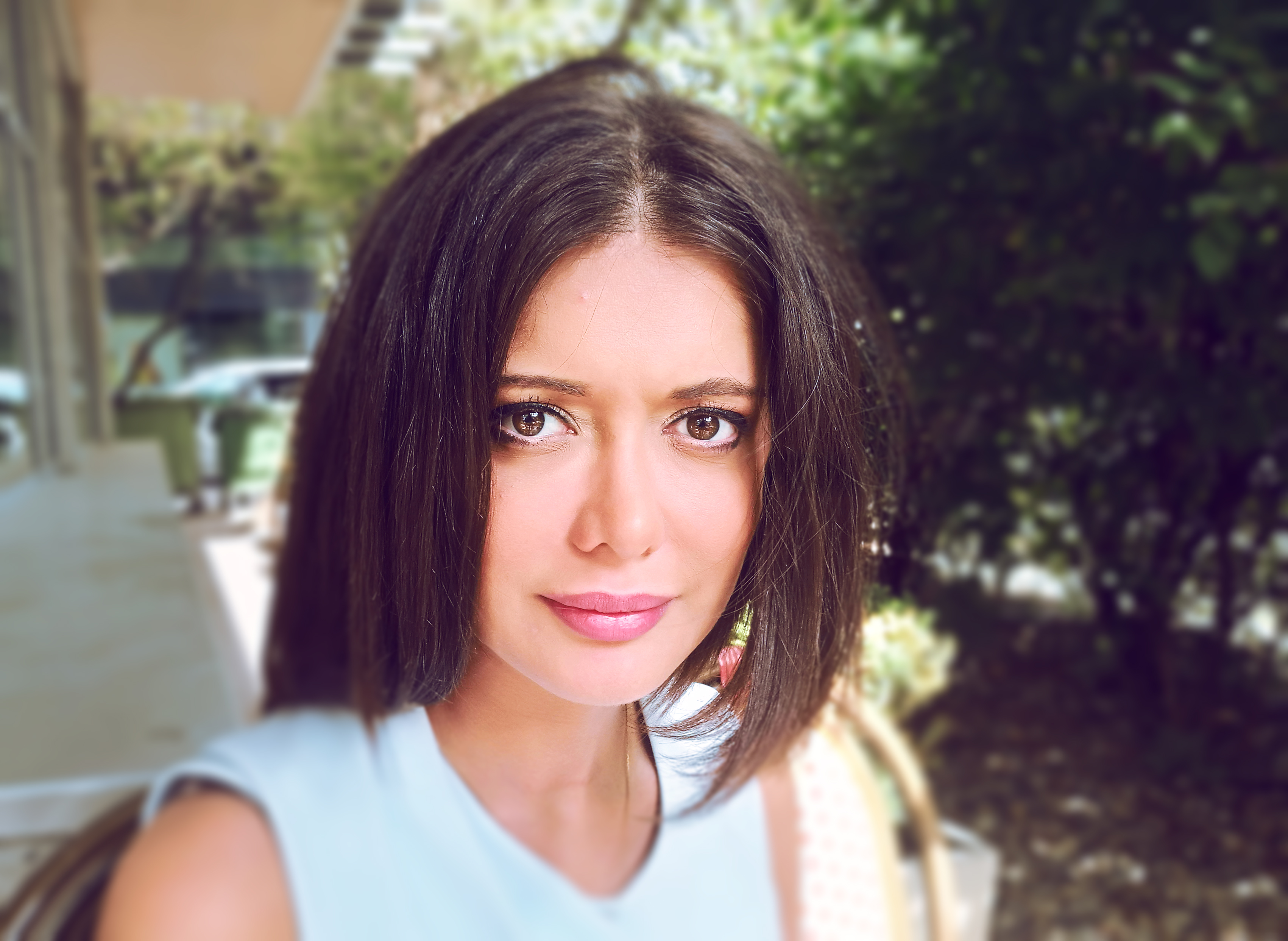
Miriam Shaded (2018)

Miriam Shaded urodziła się w polsko-syryjskiej rodzinie w Warszawie jako najmłodsza z siódemki rodzeństwa. Jej matka – Stefania – jest Polką, absolwentką Państwowej Wyższej Szkoły Sztuk Plastycznych w Łodzi, ojciec Moner Shaded, z pochodzenia Syryjczyk, jest pastorem Kościoła Dobrego Pasterza, przewodniczącym Rady Starszych w Kościele Reformowanym, założycielem Ruchu Nowego Życia (organizacji misyjnej w Polsce). Obydwoje jej rodziców posiada obywatelstwo amerykańskie, lecz sama nie chciała składać przysięgi Stanom Zjednoczonym by uzyskać obywatelstwo.
Jest absolwentką Liceum Ogólnokształcącego im. Antoniego Dobiszewskiego w Warszawie; studiowała na Chrześcijańskiej Akademii Teologicznej w Warszawie, na Wydziale Teologii Ewangelickiej.
Od 2008 roku pracowała na wysokich stanowiskach m.in. w Operator Logistyczny Paliw Płynnych oraz Abeonet SA, doradzała i tworzyła platformy informatyczne, zajmowała się PR i marketingiem.
Wzięła udział w konkursie „Miss Egzotica 2015”, z którego finału została wykluczona z powodu „wzbudzania negatywnych odczuć”. Shaded zaprzeczyła tym zarzutom i podała, że sama zrezygnowała z udziału, krytykując sposób traktowania uczestniczek.
W 2014 roku założyła (poprzez swoje przedsiębiorstwo Shaded Investments) Fundację Estera mającą na celu pomóc chrześcijańskim ofiarom wojny w Syrii. W lipcu 2015 roku, w związku z kryzysem migracyjnym w Europie, doprowadziła do sprowadzenia do Polski 52 chrześcijańskich rodzin z Syrii (łącznie ok. 178 osób). Fundacja zapewnia im co miesiąc wypłatę środków na utrzymanie (w wysokości ok. 2600 złotych). W marcu 2017 r. Newsweek napisał, iż wszyscy sprowadzeni do Polski uchodźcy wyjechali z Polski. Jednak około 40% rodzin pozostało w Polsce.
Miriam Shaded publicznie występuje przeciwko praktyce FGM (okaleczania żeńskich narządów płciowych).
W 2015 roku startowała w wyborach parlamentarnych do Sejmu jako kandydatka bezpartyjna z listy partii KORWiN. W okręgu wyborczym nr 19 do Sejmu Rzeczypospolitej Polskiej uzyskała 3644 głosy (drugi wynik na liście partii w tym okręgu, więcej głosów dostał Janusz Korwin-Mikke), nie zdobywając mandatu poselskiego.
Na początku 2016 roku zainicjowała kampanię na rzecz delegalizacji islamu w Polsce.
W listopadzie 2016 roku Facebook zablokował konto na 30 dni Miriam Shaded z powodu opublikowania pogróżek pod swoim adresem. Po aferze medialnej, 3 dni później w publiczny oświadczeniu Facebook przeprosił Miriam Shaded. Było to jedno z pierwszych publicznych przeprosin jednego największych portali na świecie.
Jest przeciwna islamizacji Polski i angażowaniu się militarnie w wojnę rosyjsko-ukraińską. Wyraża też sprzeciw wobec cyfryzacji pieniądza i likwidacji gotówki.

## Odbiór
O jej działalności w Fundacji Estera i organizacji pomocy chrześcijańskim rodzinom z Syrii, a także o jej wypowiedziach w związku z kryzysem migracyjnym w Europie pisał szereg zagranicznych mediów – między innymi Financial Times, Agence France-Presse, Euronews, Der Spiegel, Die Welt, Berliner Zeitung, Tages-Anzeiger, The Times of Israel czy TheBlaze, Onet, Wirtualna Polska, TVN, Wyborcza.pl.
Shaded pojawiła się na okładce tygodnika „Wprost” (numer 10/2016 [1727]) oraz na okładce tygodnika „Do Rzeczy” (numer 39/2017).